# Ataenius castaniellus
Ataenius castaniellus är en skalbaggsart som beskrevs av Bates 1887. Ataenius castaniellus ingår i släktet Ataenius och familjen Aphodiidae. Inga underarter finns listade.